# Saint-Pierre-d'Entremont (Savoia)
Saint-Pierre-d'Entremont és un municipi francès situat al departament de la Savoia i a la regió d'Alvèrnia-Roine-Alps. L'any 2007 tenia 422 habitants.

## Demografia

### Població
El 2007 la població de fet de Saint-Pierre-d'Entremont era de 422 persones. Hi havia 160 famílies de les quals 56 eren unipersonals (48 homes vivint sols i 8 dones vivint soles), 36 parelles sense fills, 60 parelles amb fills i 8 famílies monoparentals amb fills.
La població ha evolucionat segons el següent gràfic:
Habitants censats

### Habitatges
El 2007 hi havia 385 habitatges, 168 eren l'habitatge principal de la família, 204 eren segones residències i 13 estaven desocupats. 351 eren cases i 33 eren apartaments. Dels 168 habitatges principals, 122 estaven ocupats pels seus propietaris, 39 estaven llogats i ocupats pels llogaters i 7 estaven cedits a títol gratuït; 3 tenien una cambra, 16 en tenien dues, 28 en tenien tres, 37 en tenien quatre i 84 en tenien cinc o més. 128 habitatges disposaven pel capbaix d'una plaça de pàrquing. A 86 habitatges hi havia un automòbil i a 71 n'hi havia dos o més.

### Piràmide de població
La piràmide de població per edats i sexe el 2009 era:
| Homes | Edats   | Dones |
| ----- | ------- | ----- |
| 0     | 95 o +  | 0     |
| 4     | 90 a 94 | 8     |
| 4     | 85 a 89 | 0     |
| 0     | 80 a 84 | 0     |
| 4     | 75 a 79 | 12    |
| 8     | 70 a 74 | 16    |
| 8     | 65 a 69 | 12    |
| 4     | 60 a 64 | 4     |
| 16    | 55 a 59 | 8     |
| 24    | 50 a 54 | 12    |
| 4     | 45 a 49 | 4     |
| 16    | 40 a 44 | 12    |
| 4     | 35 a 39 | 12    |
| 16    | 30 a 34 | 4     |
| 16    | 25 a 29 | 16    |
| 0     | 20 a 24 | 4     |
| 8     | 15 a 19 | 8     |
| 8     | 10 a 14 | 8     |
| 16    | 5 a 9   | 28    |
| 4     | 0 a 4   | 4     |

## Economia
El 2007 la població en edat de treballar era de 250 persones, 187 eren actives i 63 eren inactives. De les 187 persones actives 181 estaven ocupades (105 homes i 76 dones) i 6 estaven aturades (4 homes i 2 dones). De les 63 persones inactives 17 estaven jubilades, 22 estaven estudiant i 24 estaven classificades com a «altres inactius».

### Ingressos
El 2009 a Saint-Pierre-d'Entremont hi havia 167 unitats fiscals que integraven 421 persones, la mediana anual d'ingressos fiscals per persona era de 16.418 €.

### Activitats econòmiques
Dels 65 establiments que hi havia el 2007, 1 era d'una empresa extractiva, 2 d'empreses alimentàries, 1 d'una empresa de fabricació de material elèctric, 3 d'empreses de fabricació d'altres productes industrials, 11 d'empreses de construcció, 7 d'empreses de comerç i reparació d'automòbils, 8 d'empreses de transport, 7 d'empreses d'hostatgeria i restauració, 2 d'empreses financeres, 1 d'una empresa immobiliària, 6 d'empreses de serveis, 12 d'entitats de l'administració pública i 4 d'empreses classificades com a «altres activitats de serveis».
Dels 12 establiments de servei als particulars que hi havia el 2009, 1 era una oficina de correu, 1 una oficina bancària, 1 taller de reparació d'automòbils i de material agrícola, 1 paleta, 2 guixaires pintors, 4 fusteries i 2 perruqueries.
Dels 3 establiments comercials que hi havia el 2009, 2 eren fleques i 1 una llibreria.
L'any 2000 a Saint-Pierre-d'Entremont hi havia 12 explotacions agrícoles que ocupaven un total de 295 hectàrees.

## Equipaments sanitaris i escolars
L'únic equipament sanitari que hi havia el 2009 era una farmàcia.
El 2009 hi havia una escola elemental.

## Poblacions més properes
El següent diagrama mostra les poblacions més properes.